# Anaerobe Methanoxidation

Drei verschiedene Mechanismen der anaeroben Methanoxidation sind bekannt. In der ersten Variante (oben) wird die Methanoxidation von anaeroben methanotrophen (ANME) Archaeen der Stämme 1 und 2a,b,c durchgeführt, in Symbiose mit sulfat-reduzierenden Bakterien (SRB). In der zweiten Variante (Mitte) wird Methan mittels Nitrat oxidiert, in Symbiose mit Anammox-Bakterien, welche das gebildete Nitrit umsetzen. Im dritten Mechanismus (unten) wird ebenfalls Methan mittels Nitrat oxidiert, das gebildete Nitrit wird dann aber von NC10-Bakterien zur Oxidation von weiterem Methan verwendet. Im Gegensatz zu den ersten beiden Mechanismen wird also Methanoxidation von beiden Partnern durchgeführt.

Die Anaerobe Methanoxidation ist ein Stoffwechselprozess, welcher von verschiedenen Mikroorganismen in Symbiose durchgeführt wird. Dieser Prozess findet in sauerstofffreien Meerwasser- und Süßwasser-Sedimenten statt. Methan wird nicht mittels Sauerstoff, sondern mittels Sulfat, Metalloxiden, Nitrat oder Nitrit oxidiert.

## Methanoxidation mit Sulfat
Dieser Prozess stellt eine Symbiose von methanotrophen Archaeen mit sulfatreduzierenden Bakterien dar. Die beiden Organismen schließen sich meist zu Aggregaten (Konsortien) zusammen oder sie kommen als voluminöse Matten vor. Co-Kulturen können im Labor unterhalten werden, die Verdopplungszeit beträgt jedoch mehrere Monate. Die Archaeen werden ANME genannt (für anaerobe Methanotrophe) und sind eng verwandt mit methanogenen Archaeen. Der Stoffwechsel der anaeroben Methanoxidation ist umgekehrt zur Methanbildung. Aufgrund genetischer und enzymatischer Untersuchungen wird angenommen, dass sehr ähnliche Enzyme die jeweilige Rückreaktion katalysieren.
Die Verknüpfung der Methanoxidation mit der Sulfatreduktion wird gemäß der neuesten Hypothese durch elektrische Leitfähigkeit ermöglicht. Dabei fließen Elektronen via multi-heme c-type Cytochrome von den methanotrophen Archaeen zu den sulfat-reduzierenden Bakterien.
Die Reaktionsgleichung lautet:
{\displaystyle \mathrm {CH_{4}+SO_{4}^{2-}\longrightarrow HCO_{3}^{-}+HS^{-}+H_{2}O} }

## Methanoxidation mit Metalloxiden
Anaerobe Methanoxidation gekoppelt mit der Reduktion von Eisen- und Manganoxiden wurde berichtet, jedoch konnte dieser Vorgang nicht einem spezifischen Organismus zugeordnet werden. Es konnte gezeigt werden, dass ANME, welche normalerweise mit sulfatreduzierenden Bakterien zusammenleben, in der Lage sind Elektronen von Methan auf verschiedene künstliche Oxidationsmittel zu übertragen. Aufgrund dieser Entdeckung kann spekuliert werden, dass Methanoxidation mit Metalloxiden ebenfalls funktionieren muss und somit ein alternativer Metabolismus darstellt für ANME, welche normalerweise mit sulfatreduzierenden Bakterien zusammenleben.

## Methanoxidation mit Nitrat
Methanoxidation mit Nitrat wird von Methanoperedens nitroreducens (ANME-2d) durchgeführt. Für diesen Organismus wurde das Genom entschlüsselt und zeigt, dass alle Gene für den Stoffwechsel der reversen Methanogenese vorhanden sind. Eine Kultivierung im Labor gelingt bislang nur in Co-Kultur, z. B. mit Anammox-Bakterien, welche das Stoffwechselprodukt Nitrit effizient entfernen.
Die Reaktionsgleichung lautet:
{\displaystyle \mathrm {CH_{4}+4\ NO_{3}^{-}\longrightarrow CO_{2}+4\ NO_{2}^{-}+2\ H_{2}O} }

## Methanoxidation mit Nitrit
Methanoxidation mit Nitrit wird vom Bakterium Candidatus Methylomirabilis oxyfera durchgeführt. Es wird angenommen, dass dieses Bakterium intern Sauerstoff herstellt. Die eigentliche Methanaktivierung ist deshalb nicht anaerob. Der Stoffwechsel findet analog zur aeroben Methanoxidation statt.
Die Reaktionsgleichung lautet:
{\displaystyle \mathrm {3\ CH_{4}+8\ NO_{2}^{-}+8\ H^{+}\longrightarrow 3\ CO_{2}+4\ N_{2}+10\ H_{2}O} }

## Umweltrelevanz
Die anaerobe Methanoxidation überführt das starke Treibhausgas Methan in das weniger starke Treibhausgas CO2. Es wird geschätzt, dass bis zu 300 Millionen Tonnen Methan pro Jahr mit Sulfat oxidiert werden.